# خطة ABC
كانت خطة ABC (المعروفة أيضًا باسم مبادرة نيميتز) عبارة عن تسوية مقترحة للنزاع القبرصي، قدمتها الولايات المتحدة الأمريكية ولكن شاركت في صياغتها كل من بريطانيا وكندا أيضًا، ومن هنا جاء الاختصار ABC (أمريكي - بريطاني - كندي). تم اقتراح التسوية سنة 1979. وتوقعت قيام اتحاد فدرالي فضفاض بين المجتمعين اليوناني والتركي في قبرص واستند إلى الاتفاقات السابقة بين زعماء القبارصة اليونانيين والأتراك وقرارات الأمم المتحدة. ولكن المقترح رفضته جميع الأطراف.

## الخطة
تتألف الخطة من اثنتي عشرة نقطة، وأهمها وفقًا لإلفثيريوس ميخائيل:
- إنشاء اتحاد مناطقي ثنائي الطائفة.
- هيئة تشريعية ذات مجلسين.
- انسحاب جميع القوات الأجنبية.
- على القبارصة الأتراك أن يعيدوا للقبارصة اليونانيين مساحات كبيرة من الأراضي.

ستكون الحكومة الفيدرالية المركزية مسؤولة عن الشؤون الخارجية والدفاع والمالية والاقتصاد والموانئ والرقابة الجمركية والهجرة.

## تلقي الخطة
سارع الرئيس القبرصي اليوناني المنتخب حديثًا سبيروس كبريانو إلى رفض الخطة، وتبعته تركيا. ومع ذلك تم استخدام مبادرة نيميتز من قبل الأمناء العامين الآخرين للأمم المتحدة كقاعدة للخطط الجديدة.